# Església de Sant Antoni de Pàdua (Horta-Guinardó)
L'església de Sant Antoni de Pàdua és una església del barri de la Font d'en Fargues a Barcelona.

## Història
Pel mateix afany de dotar de serveis el barri, els veïns van voler tenir una parròquia més a prop, ja que els feligresos havien d'anar a l'església del Carmel o d'Horta. Montserrat de Casanovas els va cedir un terreny al carrer Verdi i Adolf Florensa es va encarregar també del projecte i la construcció d'una església.
Es va inaugurar el 1927. Tenia l'aspecte d'església marinera, segons deien aquells veïns. Els primers dies de la guerra civil espanyola va resultar cremada i quasi totalment destruïda i posteriorment va ser reconstruïda pel mateix Florensa.
Mossèn Josep Bundó va ser el primer rector de la parròquia durant molts anys.